# Les Pingouins (groupe)
Pour les articles homonymes, voir Pingouin (homonymie).
 (janvier 2024).
- Si vous ne connaissez pas le sujet, laissez ce bandeau (vous pouvez alors contacter les auteurs).
- Si vous supprimez le contenu mis en cause (vous pouvez préalablement contacter les auteurs),

argumentez précisément cette suppression dans la page de discussion
(un manque de référence n'est pas un argument ; une recherche réelle de référence doit avoir été effectuée, être formellement documentée).
Les Pingouins sont un groupe de rock français du début des années 1960.

## Biographie
Le groupe originaire de la banlieue Est de Paris, et d'abord nommé les Hooligans[source insuffisante], apparaît sur la scène rock émergente assez tardivement en février 1962, par rapport à des groupes concurrents déjà bien installés tels Les Chaussettes Noires, Les Chats Sauvages, Les Pirates et Les Vautours[réf. nécessaire]. La mode des groupes ne va pas tarder à disparaître, puisque la plupart des chanteurs des groupes de l'époque entament une carrière solo fin 1962 ou au cours de l'année 1963. Ceci explique peut-être la brièveté de sa carrière. Il figure parmi les « 13 grands » distingués par le magazine Salut les copains.
Composition du groupe d'origine :
- Louis Locatelli (Lou Vincent), chanteur.
- Alain Fournier (Gus), guitare solo.
- Dominique Blanc-Francard (Mino), guitare rythmique, puis basse.
- Gérard Hugé, batterie
- Alain Legrand, basse.

Membres ultérieurs :
- Michel Santangelli, batterie.
- Christian Prunier, guitare rythmique.

Lou Vincent (Louis Locatelli), après deux EP 45 t avec les Pingouins, est appelé sous les drapeaux, puis démarre à son retour une carrière solo sous le nom de Thierry Vincent.
Dominique Blanc-Francard est le plus jeune du groupe (seize ans), sous le nom de Mino.
Gérard Hugé, qui, comme le chanteur, quittera le groupe après deux EP 45 t et poursuivra sa carrière dans l'orchestration, la production et deviendra directeur artistique chez Decca. Il produira, entre autres, les Martin Circus à leurs débuts. Gérard décèdera d'un cancer le 14 juin 1992.
Christian Prunier artiste peintre décède en 2002
Alain Fournier, gaucher jouant sur une guitare pour droitier tenue « à l'envers »

### Enregistrements
Leur premier 45t propose quatre titres dont Regarde le ciel (un original) et Oh, les filles !, adaptation d'un morceau américain signé Marty Robbins et intitulé Sugaree qui sera repris dans les années 1970 par le groupe Au Bonheur Des Dames (produit par Thierry Vincent). À noter que le groupe Les Chaussettes Noires avait lui aussi sa version de Sugaree avec des paroles différentes (Chérie Oh Chérie). Autre très bon morceau : Le Transistor (paroles d'Eddie Vartan) également interprété par Frankie Jordan.
Le deuxième 45t, qui sort en avril 1962 contient une adaptation de Searchin' (des Coasters) sous le titre Cherche, avec des paroles de Gisèle Vesta (Eh ! bien cherche... oui cherche...). Autres adaptations sur ce même disque : Un cœur tout neuf (Brand New Beat de Gene Vincent), également interprété par Les Chats Sauvages et La Dee Dah.
Les deux autres (et derniers) 45 tours qui sortent en juillet 1962 et en juillet 1963, sont purement instrumentaux, réalisés après le départ du chanteur qui ne sera pas remplacé, et ne touchent guère le grand public.

## Discographie
- 1962 : Regarde le ciel / Oh, les filles ! / Pour toi / Le Transistor (avec Lou Vincent au chant)
- 1962 : Cherche / Voo-doo-twist / Un cœur tout neuf / La Dee Dah (avec Lou Vincent au chant)
- 1962 : Groenland / Sylvie / Iceberg / Alaska (morceaux instrumentaux)[4][source insuffisante]
- 1963 : Shuffle / Bach / Tamara Delhi / Yeti (morceaux instrumentaux)
- 1996 un CD chez BIG BEAT reprend l'ensemble de leurs œuvres[5][source insuffisante]